# Сэнит зон
Санитарная зона (Сэнит зон) — фильм режиссёра Ефима Гальперина.

## Сюжет
Действие фильма разворачивается в одном из городов, где по случаю перебазирования оборонного завода и как следствие, открытия города для иностранцев, встречают железнодорожный «Караван мира». Из рядового события делают целое организованное представление по заранее созданному сценарию: пекут десять караваев и собираются по старому русскому обычаю вручить их гостям, но вдруг обнаруживают, что появился одиннадцатый хлеб. Отцы города немедленно делают вывод: в лишнем каравае бомба.

## В ролях
- Владимир Самойлов — Палыч — полковник Косолапов
- Сергей Газаров — диссидент Михаил Семёнович
- Борислав Брондуков — Кузьмич, носильщик Бесклубенко
- Максим Беляков — лейтенант милиции Василий Егоров
- Катя Ленькова — Оля
- Любовь Полищук — тов. Боброва
- Кирилл Мокеенко — Стеблов, старший лейтенант
- Александр Леньков — Зыкин, начальник вокзала
- Валерий Афанасьев — майор Голодный
- Ирина Кириченко — девушка с крыши
- Юрий Потёмкин — сержант Фенько
- Вадим Гемс — Шмулевич — режиссёр массовых действий
- Роман Козырев — Васильев — режиссёр массовых действий
- Юрий Катин-Ярцев — Акимыч, пекарь
- Андрей Макаров — оперативник Гороховский
- Владимир Бадов — оперативник Рымбаев
- Богдан Бенюк — первый стрелочник
- Андрей Бандровский — второй стрелочник
- Реньер Гонсалес (Куба) — Гость — «Сэнит Дзон»
- Маргарита Криницына — тётя с пирожками
- М. Аверина — эпизод
- В. Артемова — эпизод
- Д. Барминов — эпизод
- Я. Валетов — эпизод
- Анатолий Дяченко — замаскированный милиционер № 1
- Михаил Церишенко — замаскированный милиционер № 2

## Съёмочная группа
- Авторы сценария: Семён Винокур, Ефим Гальперин
- Режиссёр−постановщик: Ефим Гальперин
- Операторы−постановщики: Андрей Бандровский, Игорь Чепусов
- Композиторы: Григорий Ауэрбах, Сергей Беринский
- Звукооператор: Евгений Терехов
- Монтажёр: Галина Угольникова
- Костюмы: Лидия Коняхина
- Режиссёрская группа: Татьяна Суренкова, Людмила Фомина, Дмитрий Барминов, Юлия Погребняк
- Операторская группа: Валерий Шкурко, Константин Нисский, Владимир Долгов
- Грим: Вера Артёмова
- Ассистент по монтажу: Римма Бахирева
- Мастер по свету: Александр Коньшин
- Художники-оформители: Александр Сидорчик, Михаил Каплан, Валерий Ткаченко, Владимир Козарь, Владимир Постернак, Юрий Константинов
- Трюк: Олег Корытин, Наталья Дариева, Сергей Сокольский
- Электрические и канализационные эффекты: Борис Гайсин, Сергей Агапов
- Графический дизайн: Сергей Хохлов, Евгений Орлов, Виталий Палкус
- В фильме использована музыкальная тема Анатолия Новикова. «Марш демократической молодёжи», музыка Анатолия Новикова, слова Льва Ошанина, исполняет хор мальчиков хорового училища имени А. В. Свешникова. Солист Серёжа Елисеев. Хормейстер Александр Шишонов
- Государственный симфонический оркестр кинематографии. Дирижёр Эмин Хачатурян
- Запись музыки: Геннадий Папин
- Редактор: Ирина Добровольская
- Музыкальный редактор: Наталья Строева
- Администраторы: Светлана Кучмаева, Константин Лосев
- Директор фильма: Анатолий Гороховский

## Награды
Главный Приз зрительских симпатий — Всесоюзный фестиваль кинокомедии «Золотой Дюк», Одесса, 1990 год.